# Runenstein von Björketorp

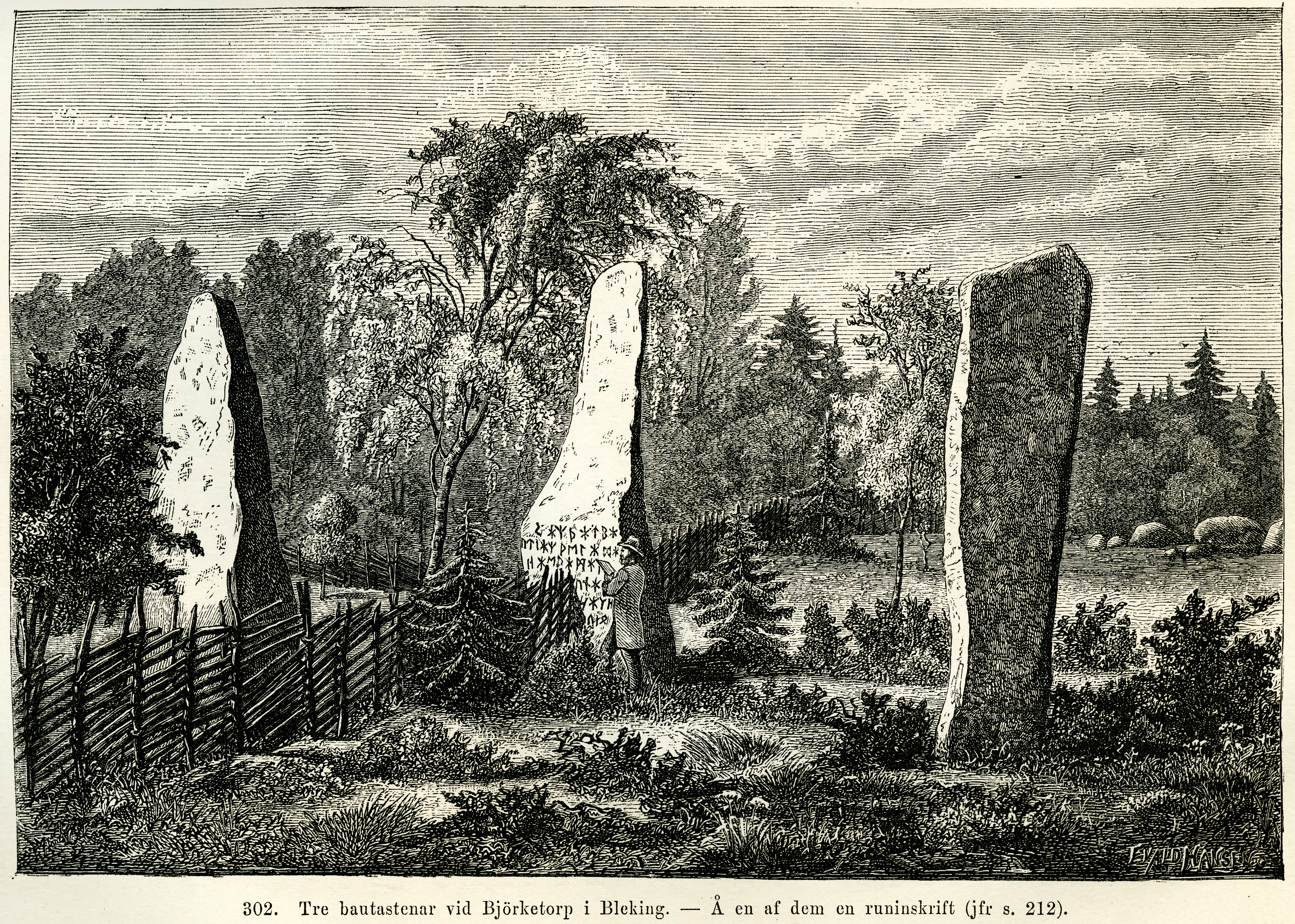
Björketorpsstenen nach Oscar Montelius 1877

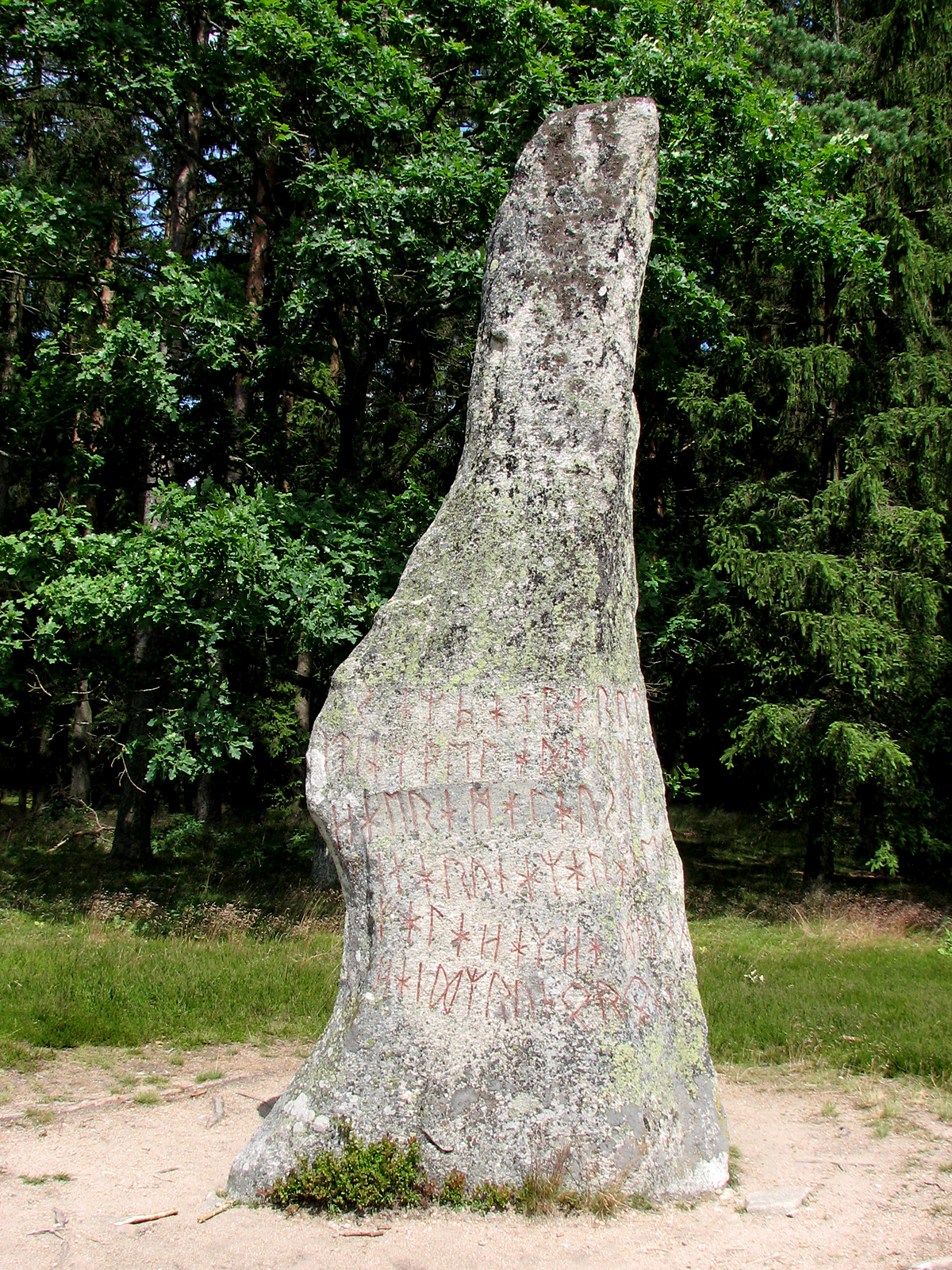
Runenstein von Björketorp

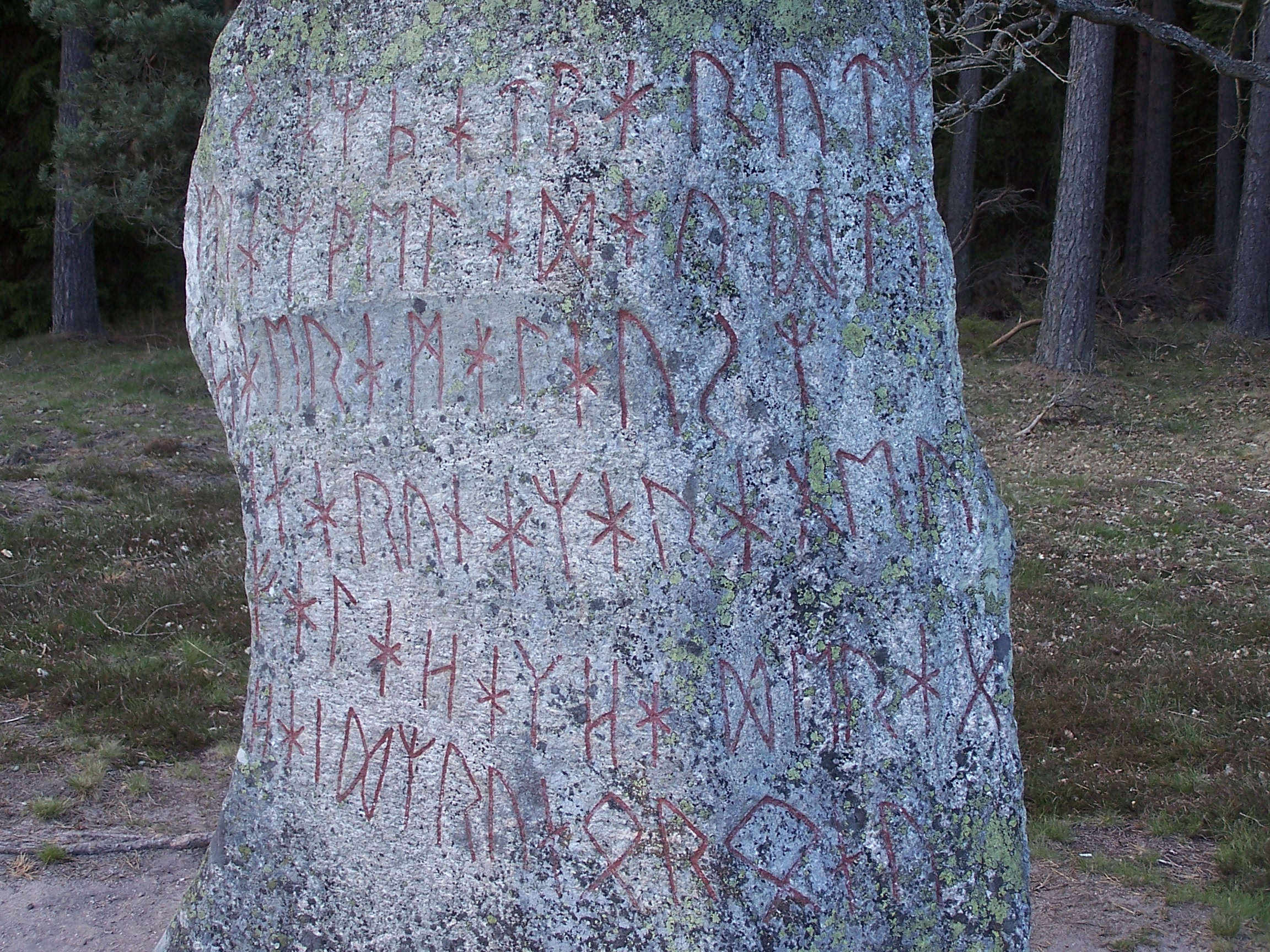
Detail der Inschrift

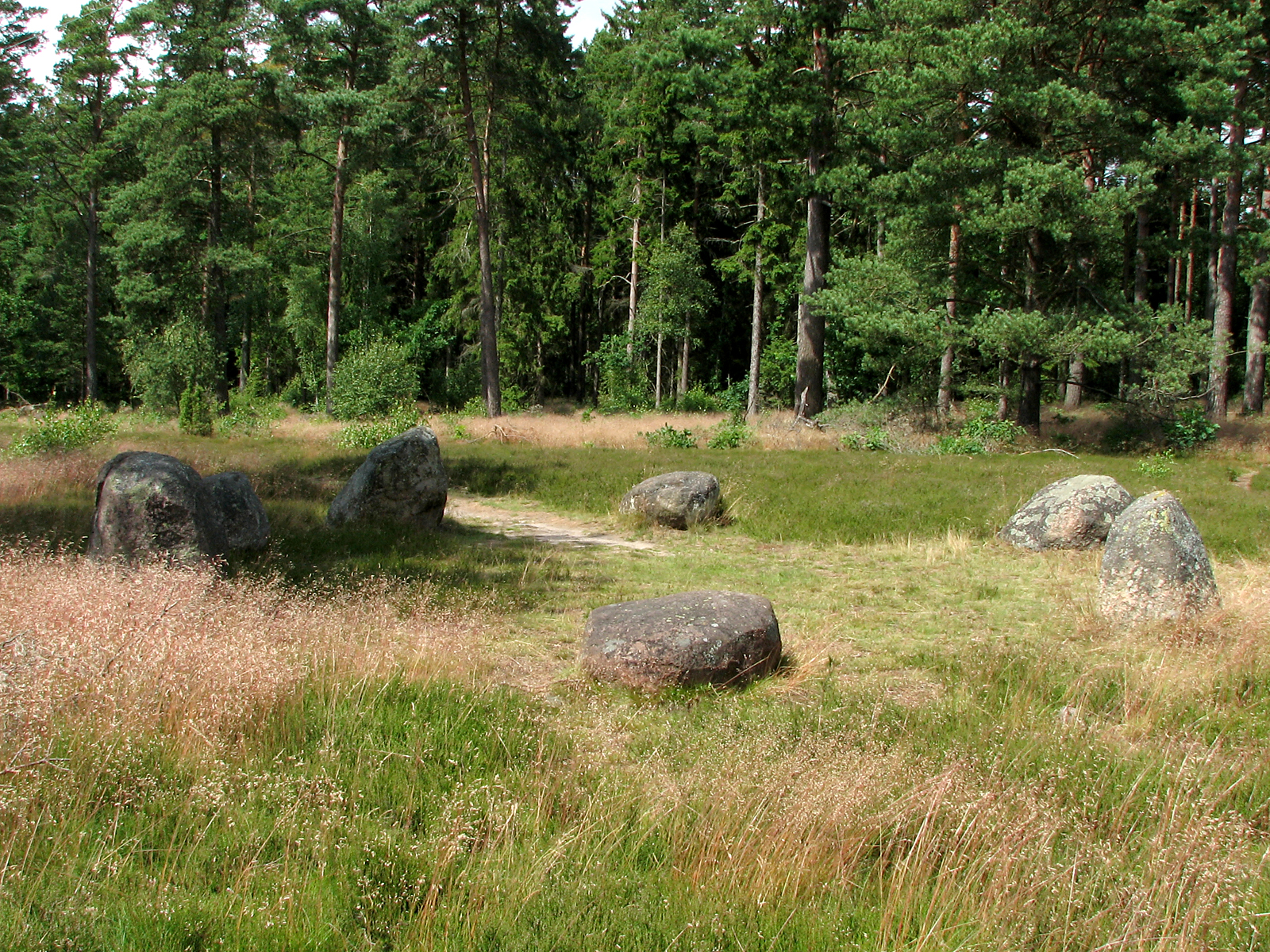
Der benachbarte Domarring

Der Runenstein von Björketorp (DR 360) ist ein Runenstein aus dem 7. Jahrhundert und steht auf einem Gräberfeld, etwa ein Kilometer westlich von Listerby, einem Tätort in der Gemeinde Ronneby in der schwedischen Provinz Blekinge län. Der etwa vier Meter hohe Stein ist einer der höchsten Runensteine in Schweden und gehört zur Gruppe der Blekinger Runensteine.
Der Runenstein ist das auffälligste Objekt innerhalb eines Fundkomplexes. Er bildet mit zwei etwas niedrigeren Bautasteinen ein Dreieck, mit sieben weiteren Steinen bildet der Komplex einen Domarring. Der Gesamtkontext der Steinsetzungen deutet auf einen geweihten Ort einer Kult- und/oder Thingstätte hin.

## Inschriften
Die Runeninschriften sind beidseitig auf der Vorder- und Rückseite des Steines beigebracht. Die Interpretation der altnordischen Inschrift ist umstritten. Die Inschrift (um 675 n. Chr.) verwendet Runen des älteren Futhark und steht im Versmaß des Galdralag, des germanischen Zauberspruchs oder Galster/Galders. Der Text lautet: